# Блинов, Михаил Федосеевич
Михаил Федосеевич Блино́в (1892, хутор Никуличев станицы Кепинской, Усть-Медведицкий округ, Область войска Донского — 22 ноября 1919, около Бутурлиновки, Воронежская губерния) — советский военачальник, активный участник Гражданской войны в России, один из организаторов красных казачьих кавалерийских частей, сведённых затем в дивизию, которой после его гибели было присвоено его имя.

## Биография
Родился в 1892 году в станице Кепинской Усть-Медведицкого округа Области войска Донского в казачьей семье.
В 1913 году был призван в ряды русской армии и зачислен в 3-й Донской казачий кавалерийский полк. В звании урядника принимал участие в Первой мировой войне.
В феврале 1918 года на Усть-Медведицком окружном съезде был избран членом окружного ревкома. В том же году организовал отряд красных казаков в Усть-Медведицком округе.
В 1919 году командовал соединением из кавалерийских бригад 14-й, 23-й и 36-й стрелковых дивизий в составе 9-й армии, а в сентябре того же года из этой группы была сформирована «кавалерийская дивизия 9-й армии».
В июне 1919 года был награждён орденом Красного Знамени (№ 22).
17 ноября 1919 года из «кавалерийской дивизии 9-й армии» была сформирована 2-я кавалерийская дивизия под его командованием.
22 ноября 1919 года был смертельно ранен неподалёку от реки Осередь около Бутурлиновки (Воронежская область). Похоронен в городе Михайловка ныне Волгоградской области.

## Память
В Бутурлиновке и на могиле в Михайловке воздвигнуты обелиски.
Назван микрорайон Блиново и МОБУ СОШ №28 в Адлерском районе города Сочи. Также названы улицы в городах Бутурлиновка, Михайловка и в пгт Блиново.
- В 1920 году его именем названа 2-я Ставропольская кавалерийская дивизия имени Блинова:
  - С 1924 года — 5-я Ставропольская кавалерийская дивизия имени т. Блинова
  - С 1941 года — 1-я гвардейская кавалерийская Ставропольская ордена Ленина, Краснознаменная, орденов Суворова и Богдана Хмельницкого дивизия имени т. Блинова

## Семья
- Жена — Павлина Петровна Блинова.
- Племянник — Блинов, Константин Минаевич — танкист, Герой Советского Союза.